# Chaetopteryx morettii
Chaetopteryx morettii là một loài Trichoptera trong họ Limnephilidae. Chúng phân bố ở miền Cổ bắc.